# Naurasjöarna
Naurasjöarna samiska: Njuorajávre är en grupp småsjöar i Skellefteälvens avrinningsområde i Arjeplogs kommun i Lappland, Sverige. Två av dem är:
- Naurasjöarna (Arjeplogs socken, Lappland), sjö i Arjeplogs kommun, 66°04′51″N 17°46′44″Ö / 66.0808°N 17.779°Ö (20 ha)
- Naurasjöarna, Lappland, sjö i Arjeplogs kommun, 66°04′34″N 17°47′17″Ö / 66.0762°N 17.7881°Ö (14 ha)